# Liste der Bourbaki-Seminare 2000 bis 2009
Die Liste der Bourbaki-Seminare 2000 bis 2009 enthält die Vorträge im Séminaire Nicolas Bourbaki von 2000 bis 2009.
Die Auflistung erfolgt gemäß den Jahrgangs-Bänden, in denen sie herausgegeben wurden, hier den Bänden 42 bis 61. Es gibt für den angegebenen Zeitraum Überschneidungen zu der vorherigen und nachfolgenden Liste (die Seminare sind bis Nr. 870 von 1999 und bis Nr. 1016 von 2009, aber einem anderen Band zugeordnet).

## 1999–2000
- 865 Christian Kassel L’ordre de Dehornoy sur les tresses
- 866 Jean-François Le Gall Exposants critiques pour le mouvement brownien et les marches aléatoires, d’après Kenyon, Lawler et Werner
- 867 Miles Reid La correspondance de McKay
- 868 Tristan Rivière Les vortex de Ginzburg-Landau: le modèle statique
- 869 Georges Skandalis Progrès récents sur la conjecture de Baum-Connes. Contribution de Vincent Lafforgue
- 870 Elisabeth Bouscaren Théorie des modèles et conjecture de Manin-Mumford, d’après Ehud Hrushovski
- 871 Bas Edixhoven Rational elliptic curves are modular, after Breuil, Conrad, Diamond and Taylor
- 872 Viatcheslav Kharlamov Variétés de Fano réelles, d’après C. Viterbo
- 873 Gérard Laumon La correspondance de Langlands sur les corps de fonctions, d’après Laurent Lafforgue
- 874 Eduard Looijenga Motivic measures
- 875 Edward Frenkel Vertex algebras and algebraic curves
- 876 Stephen S. Kudla Derivatives of Eisenstein series and generating functions for arithmetic cycles
- 877 Teimuraz Pirashvili Polynomial functors over finite fields, after Franjou, Friedlander, Henn, Lannes, Schwartz, Suslin
- 878 Vladimir Turaev Faithful linear representations of the braid groups
- 879 Pierre van Moerbeke Random matrices and permutations, matrix integrals and integrable systems

## 2000–2001
- 880 Laurent Bonavero Factorisation faible des applications birationnelles, d’après Abramovich, Karu, Matsuki, Wlodarczyk et Morelli
- 881 Marco Brunella Courbes entières dans les surfaces algébriques complexes, d’après McQuillan, Demailly-El Goul, …
- 882 Michel Emery Espaces probabilisés filtrés: de la théorie de Vershik au mouvement brownien, via des idées de Tsirelson
- 883 Marc Herzlich L’inégalité de Penrose, d’après H. Bray, G. Huisken et T. Ilmanen, …
- 884 Michèle Audin Intégrabilité et non-intégrabilité de systèmes hamiltoniens, d’après S. Ziglin, J. Morales, J.-P. Ramis, …
- 885 Pierre Cartier Fonctions polylogarithmes, nombres polyzêtas et groupes pro-unipotents
- 886 Antoine Chambert-Loir Théorèmes d’algébrisation en géométrie diophantienne, d’après J.-B. Bost, Y. André et D. Chudnovsky and G. Chudnovsky
- 887 Philippe Michel Répartition des zéros des fonctions L et matrices aléatoires
- 888 Michèle Vergne Quantification géométrique et réduction symplectique
- 889 Philippe Biane	Entropie libre et algèbres d’opérateurs
- 890 Guy Henniart Progrès récents en fonctorialité de Langlands
- 891 Emmanuel Peyre Points de hauteur bornée et géométrie des variétés algébriques, d’après Manin et al.
- 892 Georges Skandalis Géométrie non commutative et opérateur de signature invariant par difféomorphismes, d’après A. Connes et H. Moscovici
- 893 Cédric Villani Limites hydrodynamiques de l’équation de Boltzmann

## 2001–2002
- 894 Alejandro Ádem Finite group actions on acyclic 2-complexes
- 895 Bernard Chazelle The PCP theorem, after Arora, Lund, Motwani, Safra, Sudan, Szegedy (PCP-Theorem)
- 896 John Coates Iwasawa algebras and arithmetic
- 897 Pierre Colmez Les conjectures de monodromie p-adiques
- 898 Claudio Procesi On the n!-conjecture
- 899 Daniel Bennequin Dualités de champs et de cordes, d’après t'Hooft, Polyakov, Witten et al. (Dualität in der Stringtheorie)
- 900 Louis Boutet de Monvel Algèbre de Hopf des diagrammes de Feynman, renormalisation et factorisation de Wiener-Hopf, d’après A. Connes et D. Kreimer
- 901 François Loeser Cobordisme des variétés algébriques, d’après M. Levine et F. Morel
- 902 Yves Meyer La conjecture de Kato, d’après Pascal Auscher, Steve Hofmann, Michael T. Lacey, John Lewis, Alan McIntosh et Philippe Tchamitchian
- 903 Michael Rapoport On the Newton stratification
- 904 Christian Bonatti Dynamiques génériques: hyperbolicité et transitivité
- 905 Olivier Debarre Variétés rationnellement connexes, d’après T. Graber, J. Harris, J. Starr et A. J. de Jong
- 906 Gérard Laumon Travaux de Frenkel, Gaitsgory et Vilonen sur la correspondance de Drinfeld-Langlands
- 907 Joseph Oesterlé Dessins d’enfants (Kinderzeichnungen nach Alexander Grothendieck)
- 908 Ricardo Pérez Marco KAM techniques in PDE

## 2002–2003
- 909 Yuri F. Bilu Catalan’s conjecture, after Mihailescu (Catalansche Vermutung)
- 910 Stéphane Fischler Irrationalité de valeurs de zêta, d’après Apéry, Rivoal, …
- 911 Guy Métivier Exemples d’instabilités pour les équations d’ondes non linéaires, d’après G. Lebeau
- 912 Jean-Marc Schlenker La conjecture des soufflets, d’après I. Sabitov
- 913 Alain Valette Nouvelles approches de la propriété (T) de Kazhdan
- 914 Antoine Chambert-Loir Points rationnels et groupes fondamentaux: applications de la cohomologie p-adique, d’après P. Berthelot, T. Ekedahl, H. Esnault
- 915 Patrick Dehornoy Progrès récents sur l’hypothèse du continu, d’après Woodin
- 916 Étienne Ghys Groupes aléatoires, d’après Misha Gromov
- 917 François Morain La primalité en temps polynomial, d’après Adleman, Huang; Agrawal, Kayal, Saxena
- 918 Frédéric Rousset Systèmes hyperboliques et viscosité évanescente, d’après S. Bianchini et A. Bressan
- 919 Pierre Colmez La conjecture de Birch et Swinnerton-Dyer p-adique
- 920 Alain Connes Nombres de Betti {\displaystyle L^{2}} et facteurs de type {\displaystyle \Pi _{1}}, d’après D. Gaboriau et S. Popa
- 921 Ilia Itenberg Amibes de variétés algébriques et dénombrement de courbes, d’après G. Mikhalkin
- 922 Frédéric Paulin Sur la théorie élémentaire des groupes libres, d’après Sela
- 923 Tamás Szamuely Groupes de Galois de corps de type fini, d’après Pop

## 2003–2004
- 924 Arnaud Beauville La conjecture de Green générique, d’après C. Voisin
- 925 Jean Bertoin SLE et invariance conforme, d’après Lawler, Schramm et Werner
- 926 Isabelle Gallagher Résultats récents sur la limite incompressible
- 927 Raphaël Krikorian Déviations de moyennes ergodiques, d’après Forni, Kontsevich, Zorich …
- 928 Bernard Maurey Inégalités de Brunn-Minkowski-Lusternik, et autres inégalités géométriques et fonctionnelles
- 929 Yves André Motifs de dimension finie, d’après S.-I. Kimura, P. O’Sullivan …
- 930 Patrick Gérard	Equations de champ moyen pour la dynamique quantique d’un grand nombre de particules, d’après Bardos, Erdős, Golse, Gottlieb, Mauser, Yau
- 931 Emmanuel Peyre Obstructions au principe de Hasse et à l’approximation faible
- 932 Jean-Pierre Serre Complète réductibilité
- 933 Nikolay Tzvetkov On the long time behavior of KdV type equations, after Martel-Merle
- 934 Serge Alinhac Méthodes géométriques dans l’étude des équations d’Einstein, d’après Christodoulou, Klainerman, Nicolo et Rodnianski
- 935 Karim Belabas Paramétrisation de structures algébriques et densité de discriminants, d’après Bhargava
- 936 Hervé Pajot Capacité analytique et le problème de Painlevé
- 937 Stefaan Vaes Etats quasi-libres et facteurs de type III, d’après D. Shlyakhtenko

## 2004–2005
- 938 Olivier Biquard Métriques kählériennes à courbure scalaire constante: unicité, stabilité
- 939 Xavier Buff La mesure d’équilibre d’un endomorphisme de {\displaystyle \mathrm {\mathbf {P} } ^{k}(\mathrm {\mathbf {C} } )}, d’après Briend et Duval
- 940 Jean-François Dat Lemme fondamental et endoscopie: une approche géométrique, d’après Gérard Laumon et Ngô Bao Châu
- 941 Bruno Kahn Formes quadratiques et cycles algébriques, d’après Rost, Voevodsky, Vishik, Nikita A. Karpenko …
- 942 Rutger Noot Correspondance de Hecke, action de Galois et la conjecture d’André-Oort, d’après Edixhoven et Yafaev
- 943 Olivier Debarre Classes de cohomologie positives dans les variétés kählériennes compactes, d’après Boucksom, Demailly, Paun, Peternell
- 944 Bernard Host Progressions arithmétiques dans les nombres premiers, d’après B. Green et T. Tao
- 945 Geoffrey Powell The Mumford conjecture, after Madsen and Weiss
- 946 Raphaël Rouquier Catégories dérivées et géométrie birationnelle, d’après Bondal, Orlov, Bridgeland, Kawamata …
- 947 Gérard Besson	Une nouvelle approche de l’étude de la topologie des variétés de dimension 3, d’après R. Hamilton et G. Perelman
- 948 Erwin Bolthausen On the proof of the Parisi formula by Guerra and Talagrand
- 949 Jean-Louis Colliot-Thélène Algèbres simples centrales sur les corps de fonctions de deux variables, d’après A. J. de Jong
- 950 Christophe Margerin Géométrie conforme en dimension 4: ce que l’analyse nous apprend
- 951 Zhan Shi Problèmes de recouvrement et points exceptionnels pour la marche aléatoire et le mouvement brownien, d’après Dembo, Peres, Rosen, Zeitouni

## 2005–2006
- 952 Michel Brion Compactification de l’espace des modules des variétés abéliennes principalement polarisées, d’après V. Alexeev
- 953 Nicolas Burq Explosion pour l’équation de Schrödinger au régime du « log log », d’après Merle-Raphael
- 954 Daniel Huybrechts Projectivity of Kähler manifolds - Kodairas problem, after C. Voisin
- 955 Christophe Soulé Genres de Todd et valeurs aux entiers des dérivées de fonctions L
- 956 Jean-Pierre Wintenberger La conjecture de modularité de Serre: le cas de conducteur, d’après C. Khare
- 957 Gérard Cornuéjols Le théorème fort des graphes parfaits
- 958 Antoine Ducros Espaces analytiques p-adiques au sens de Berkovich
- 959 Emmanuel Kowalski Ecarts entre nombres premiers successifs, d’après Goldston, Pintz, Yildirim, …
- 960 Nicolas Lerner	The resolution of the Nirenberg-Treves conjecture
- 961 Stefaan Vaes Rigidity results for Bernoulli actions and their von Neumann algebras, after Sorin Popa
- 962 Michael Christ Modulation invariant and multilinear integral operators, after Lacey and Thiele
- 963 Caroline Gruson Sur les représentations de dimension finie de la super algèbre de Lie gl (m|n), d’après Serganova
- 964 William Messing Travaux de Zink
- 965 Igor Rodnianski The wave map problem - Small data critical regularity, after T. Tao
- 966 Jean-Christophe Yoccoz Ensembles de Julia de mesure positive et disques de Siegel des polynômes quadratiques, d’après X. Buff et A. Chéritat

## 2006–2007
- 967 Yuri F. Bilu The many faces of the subspace theorem, after Adamczewski, Bugeaud, Corvaja, Zannier …
- 968 Antoine Chambert-Loir Compter (rapidement) le nombre de solutions d’équations dans les corps finis
- 969 Vincent Colin Livres ouverts en géométrie de contact, d’après Emmanuel Giroux
- 970 Olivier Debarre Systèmes pluricanoniques sur les variétés de type général, d’après Hacon-McKernan, Takayama, Tsuji
- 971 Andrzej Zuk Groupes engendrés par des automates
- 972 Camillo De Lellis Ordinary differential equations with rough coefficients and the renormalization theorem of Ambrosio, after Ambrosio, DiPerna, Lions
- 973 Federico Pellarin Aspects de l’indépendance algébrique en caractéristique non nulle, d’après Anderson, Brownawell, Denis, Papanikolas, Thakur, Yu …
- 974 Jorge Vitorio Pereira Algebrization of codimension one webs, after Trépeau, Hénaut, Pirio, Robert …
- 975 Jean-Michel Roquejoffre Propriétés qualitatives des solutions des équations de Hamilton-Jacobi, d’après A. Fathi, A. Siconolfi, P. Bernard
- 976 Olivier Schiffmann Variétés de carquois de Nakajima, d’après Nakajima, Lusztig, Varagnolo, Vasserot, Crawley-Boevey …
- 977 Henri Carayol La conjecture de Sato-Tate, d’après Clozel, Harris, Shepherd-Barron, Taylor
- 978 Yves Colin de Verdière Mesures semi-classiques et entropie, d’après Nalini Anantharaman et Stéphane Nonnenmacher
- 979 David Harari Points rationnels sur les sous-variétés des variétés abéliennes au-dessus d’un corps de fonctions, d’après Poonen et Voloch
- 980 Charles Torossian La conjecture de Kashiwara-Vergne, d’après A. N. Alekseev et E. Meinrenken
- 981 Claire Voisin Géométrie des espaces de modules de courbes et de surfaces K3, d’après Hulek-Gritsenko-Sankaran, Farkas-Popa, Mukai, Verra …

## 2007–2008
- 982 Stéphane Druel Existence de modèles minimaux pour les variétés de type général, d’après Birkar, Cascini, Hacon et McKernan
- 983 Philippe Gille Le problème de Kneser-Tits
- 984 Bertrand Rémy Covolume des groupes {\displaystyle S-}arithmétiques et faux plans projectifs, d’après Mumford, Prasad, Klingler, Yeung, Prasad-Yeung
- 985 Alex Wilkie {\displaystyle O-}minimal structures
- 986 Don Zagier Les „mock-theta functions“ de S. Ramanujan, d’après Zwegers et Ono-Bringmann
- 987 Pierre Cartier: Groupoïdes de Lie et leurs algebroïdes
- 988 Håkan Eliasson Résultats non-perturbatifs pour l’équation de Schrödinger et d’autres cocycles quasi-périodiques, d’après Avila, Bourgain, Jitomirskaya, Krikorian, Puig
- 989 Carlo Gasbarri The strong abc conjecture over function fields, after McQuillan and Yamanoi
- 990 Michel Ledoux Géométrie des espaces métriques mesurés: les travaux de Lott, Villani, Sturm
- 991 Mihai Paun Courants d’Ahlfors et localisation des courbes entières, d’après Julien Duval
- 992 Vincent Beffara Grands graphes planaires aléatoires et carte brownienne, d’après Jean-François Le Gall
- 993 Peter Haïssinsky Géométrie quasiconforme, analyse au bord des espaces métriques hyperboliques et rigidités, d’après Mostow, Pansu, Bourdon, Pajot, Bonk, Kleiner
- 994 Christian Pauly La dualité étrange, d’après P. Belkale, A. Marian et D. Oprea
- 995 Bruno Poizat Amalgames de Hrushovski
- 996 Jean-Christophe Yoccoz Echanges d’intervalles et surfaces de translation

## 2008–2009
- 997 Raphaël Cerf Dimères et surfaces aléatoires, d’après les travaux de Kenyon et d’Okounkov
- 998 Charles Favre Le groupe de Cremona et ses sous-groupes de type fini
- 999 Jean-François Quint Convexes divisibles, d’après Yves Benoist
- 1000 Jean-Pierre Serre Le groupe de Cremona et ses sous-groupes finis
- 1001 Cédric Villani Paradoxe de Scheffer-Shnirelman revu sous l’angle de l’intégration convexe, d’après C. De Lellis et L. Székelyhidi
- 1002 Denis Auroux La conjecture de Weinstein en dimension 3, d’après C. H. Taubes
- 1003 Gérard Besson Le théorème de la sphère différentiable, d’après Brendle-Schoen
- 1004 Emmanuel Giroux Sur la géométrie et la dynamique des transformations de contact, d’après Y. Eliashberg, L. Polterovich et al., (Kontaktgeometrie)
- 1005 Paul Goerss Topological modular forms, after Hopkins, Miller, and Lurie
- 1006 Tamás Szamuely Corps de classes des schémas arithmétiques
- 1007 Franck Barthe	Un théorème de la limite centrale pour les ensembles convexes, d’après Klartag et Fleury-Guédon-Paouris
- 1008 Emmanuel Breuillard Equidistribution des orbites toriques sur les espaces homogènes, d’après M. Einsiedler, E. Lindenstrauss, Ph. Michel, A. Venkatesh
- 1009 Alessio Figalli Regularity of optimal transport maps, after Ma-Trudinger-Wang and Loeper
- 1010 Edward Frenkel Gauge theory and Langlands duality
- 1011 Sylvain Maillot Variétés hyperboliques de petit volume, d’après D. Gabai, R. Meyerhoff, P. Milley, …